# Муттер, Анне-Софи
Анне-Софи Муттер (нем. Anne-Sophie Mutter, 29 июня 1963, Райнфельден, Баден-Вюртемберг, ФРГ) — немецкая скрипачка. Большую роль в её карьере и становлении сыграл Герберт фон Караян.

## Биография
Анне-Софи Муттер родилась 29 июня 1963 года в Райнфельдене. Впервые начала играть на фортепиано в возрасте 5 лет, но вскоре перешла на скрипку. Училась у Эрны Хонигбергер, а после её смерти (1974) у Аиды Штуки. В 1975 году дебютировала с оркестром Тюбингенского университета под управлением Александра Шумского. В возрасте 13 лет Муттер была освобождена от посещения школы, когда Караян пригласил её выступать вместе с Берлинским филармоническим оркестром.
В 1977 году Муттер участвовала в Зальцбургском фестивале, а также выступала с Английским камерным оркестром. В возрасте 15 лет она сделала первые записи (концерты Моцарта) совместно с Караяном и филармоническим оркестром.
В 1980 году Муттер выступила с Нью-Йоркским филармоническим оркестром. В 1986 году она удостоилась почётного членства в Королевской академии музыки в Лондоне. В 1988 году, в рамках североамериканского турне, Муттер выступала в Карнеги-Холле.
В 1989 году Анне-Софи Муттер вышла замуж за Детлефа Вундерлиха и имеет от него двоих детей (дочь Арабелла и сын Рихард). Вундерлих умер в 1995 году от рака. В 2002 Муттер снова вышла замуж — за пианиста, дирижёра и композитора Андре Превина, младше которого она была на 34 года. Однако 21 августа 2006 года пара официально заявила о разводе.
В октябре 2006 года Анне-Софи Муттер заявила о том, что уйдет со сцены в возрасте 45 лет (то есть в 2008 году), но уже месяц спустя утверждала, что её слова были неправильно поняты, и что она будет играть, пока чувствует в себе силы «приносить в музыку нечто новое, нечто важное и нечто иное».

## Награды
- 1986 — Премия Академии Киджи
- Грэмми в категории «лучшее инструментальное исполнение сольным(и) исполнителем(ми) с оркестром»
  - 1994 — дирижёр Джеймс Ливайн, Чикагский симфонический оркестр
  - 1999 — дирижёр Кшиштоф Пендерецкий, Лондонский симфонический оркестр
  - 2005 — с Андре Превином
- 1998 — Премия Шостаковича[6]
- Орден «За заслуги» (нем. Bundesverdienstkreuz) первого класса
- 2000 — Грэмми в категории «лучшее исполнение камерной музыки»
- 2001 — Премия Леони Соннинг
- 2003 — Herbert von Karajan award[7]
- 2005 — Командор ордена искусств и литературы (Франция)
- 2006 — Виктуар де ля мюзик
- 2008 — Премия Эрнста Сименса — первая женщина, получившая эту премию.[8]
- 2016 — Великий офицер ордена «За заслуги перед культурой»[рум.] в категории B «Музыка» (Румыния)[9]
- 2018 — Золотая Медаль «За заслуги в культуре Gloria Artis» (Польша)

Введена в Зал славы журнала Gramophone.

## Дискография
На лейбле Deutsche Grammophon:
- Mozart Violin Concertos Nos. 3 & 5 (1978)
- Beethoven Triple Concerto (1980)
- Brahms Violin Concerto (1982)
- Brahms Double Concerto (1983)
- Tchaikovsky Violin Concerto (1988)
- Lutosławski Partita & Chain 2/Stravinsky Violin Concerto (1988)
- Beethoven: The String Trios (1989)
- Bartok Violin Concerto No. 2/Moret En Rêve (1991)
- Berg Violin Concerto/Rihm Time Chant (1992)
- Carmen-Fantasie (1993)
- Romance (1995)
- Sibelius Violin Concerto (1995)
- The Berlin Recital (1996)
- Brahms Violin Concerto/Schumann Fantasy for Violin and Orchestra (1997)
- Penderecki Violin Concerto No. 2/Bartok Sonata for Violin and Piano No. 2 (1997)
- Beethoven The Violin Sonatas (1998)
- Vivaldi The Four Seasons (1999)
- Recital 2000 (2000)
- Lutosławski Partita for Violin and Orchestra/Chain 2 (2002)
- Beethoven Violin Concerto (2002)
- Tango Song and Dance (2003)
- Previn Violin Concerto/Bernstein Serenade (2003)
- Tchaikovsky & Korngold Violin Concertos (2004)
- Dutilleux Sur le même accord/Bartok Violin Concerto No. 2/Stravinsky Concerto en ré (2005)
- Mozart The Violin Concertos (2005)
- Mozart Piano Trios K502, K542, K548 (2006)
- Mozart The Violin Sonatas (August 2006)
- Simply Anne-Sophie (2006)
- Gubaidulina in tempus praesens (2008)

На лейбле EMI:
- Mozart Violin Concertos Nos. 2 & 4 (1982)
- Bach Violin Concertos/Concerto for Two Violins and Orchestra (1983)
- Brahms Violin Sonatas (1983)
- Vivaldi The Four Seasons (1984)
- Lalo: Symphonie Espagnole/Sarasate: Zigeunerweisen (1985)
- Mozart Violin Concerto No. 1, Sinfonia Concertante (1991)

На лейбле Erato Records:
- Glazunov Violin Concerto/Prokofiev Violin Concerto No. 1 (1989)